# The Tapscott Sessions Vol. 8
The Tapscott Sessions Vol. 8 ist ein Jazzalbum von Horace Tapscott. Die zwischen 1982 und 1984 im Lobero Theater, Santa Barbara, entstandenen Aufnahmen erschienen 1997 auf Nimbus West Records.

## Hintergrund
Horace Tapscott „war eine überragende Stimme, die neue und überraschende Musik der Zeit spielte“, aber der Zugang zu einem breiteren Markt wurde ihm praktisch verweigert, meinte Frank Rubolino, angeblich weil er es vorzog, an der Westküste der USA zu bleiben. Sein anfänglicher Einsatz in den frühen 1960er-Jahren konzentrierte sich auf die Gründung des legendären Pan Afrikan Peoples Arkestra als Vehikel zur Förderung und Präsentation lokaler Talente und zur soziokulturellen Unterstützung der afroamerikanischen Gemeinschaft von Watts (Los Angeles). Nachdem Tapscott 1969 sein Debütalbum The Giant Is Awakened (u. a. mit Arthur Blythe) für Flying Dutchman Records eingespielt hatte, bekam er erst 1978 durch den Produzenten Tom Albach Gelegenheit zu weiteren Aufnahmen unter eigenem Namen, als er mit dem Arkestra die LPs Flight 17 und The Call einspielte.
Albach ermöglichte dem Pianisten, von 1982 bis 1985 Material für acht Alben für Solopiano mit dem schlichten Titel The Tapscott Sessions einzuspielen. Die Aufnahmen entstanden in mehreren nächtlichen Sitzungen im Lobero Theater, dessen Flügel Tapscott mochte. Dabei spielte er stundenlang ohne Pause; und es wurde alles mitgeschnitten. Anwesend waren neben ihm selbst nur der Produzent Albach und der Tontechniker Dennis Moody. Die auf dem Label Nimbus West aus diesen Einspielungen veröffentlichten Alben enthalten eine Mischung aus seinen Kompositionen, Werken unbekannter Komponisten aus der Gegend von Los Angeles und denen bekannterer Komponisten.
Das Album ist die achte Folge der Reihe The Tapscott Sessions, die von 1982 bis 2007 mit Aufnahmen des Pianisten (z. T. aus dem Nachlass) erschienen ist und von Tom Albach und dem Nimbus-Label in Amsterdam herausgegeben wurde. Die achte Folge enthält vier von Tapscott solo am Piano gespielte Stücke; neben der Eigenkomposition „As a Child“ waren dies Mal Waldrons „Fire Waltz“, 1961, Randy Westons „Little Niles“ und Thelonious Monks „Crepuscule with Nellie“, die sich alle zu Jazzstandards entwickelten. Die Musik stammt aus verschiedenen Aufnahmesitzungen in den Jahren 1982 bis 1984, was zu einigen Variationen im Klang führt.
Die Einspielung von „As a Child“ ist der Flötistin Adele Sebastian gewidmet, die 1983, vier Tage vor dieser Aufnahme, im Alter von 27 Jahren an Nierenversagen starb. Sie war eine der Säulen des Pan Afrikan Peoples Arkestra, das Tapscott leitete. „As a Child“ war Adele Sebastians Lieblingskomposition von Tapscott. (Dieser nahm das Stück in dieser Zeit auch für sein Album Modern Jazz Piano Forum – Interplay Special Volume 1 in Quintett-Besetzung mit Melvin Moore (Geige), Louis Spears (Cello), Roberto Miranda (Kontrabass) und Everett Brown, Jr. (Schlagzeug) auf.)

## Titelliste

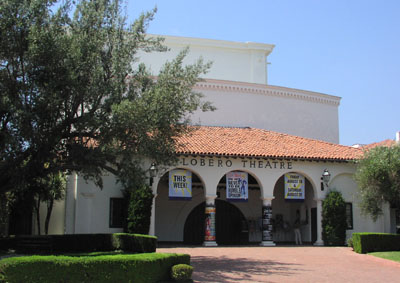
Das Lobero Theater in Santa Barbara, von 1981 bis 1985 Aufnahmeort von Tapscotts Solo-Sessions

- Horace Tapscott: The Tapscott Sessions Vol. 8 (Nimbus West Records – NS2258C)[8]

1. Fire Waltz (Mal Waldron) 14:44
2. Little Niles (Randy Weston) 12:25
3. Crepuscule with Nellie (Thelonious Monk) 8:52
4. As a Child (Horace Tapscott) 12:54

Wenn nicht anders vermerkt, stammen die Kompositionen von Horace Tapscott.

## Rezeption
Thom Jurek verlieh dem Album in Allmusic viereinhalb Sterne und schrieb, die Reihe The Tapscott Sessions würde einen dringend benötigten Überblick über Tapscotts phänomenale Reichweite und Beherrschung seines Instruments geben. Weit davon entfernt, den Fassboden zu kratzen, seien diese späteren Bände genauso stark, wenn nicht stärker, wie die frühen. Hier sei Tapscott in vier Darbietungen von Melodien zu hören, die in seinem damaligen Repertoire ziemlich üblich waren. Was diese Nitschnitte zeigen würden, sei wie stark der Einfluss Tapscotts auf Pianisten der nächsten Generation wie Craig Taborn, Brad Mehldau, James Williams und in geringerem Maße sogar auf Keith Jarrett war.
Besonders präsent sei bei dieser Auswahl besonders Tapscotts Sinn für Lyrik, so Jurek weiter. Tapscott schlage eine Brücke von Waldrons Harmonik zur Ganztonimprovisation, ohne den Sinn für die ursprüngliche Melodie zu verlieren, weil sie rhythmisch auf die neue Struktur aufgepfropft wurde. Tapscotts berühmte Polytonalität sei wirklich bahnbrechend gewesen. Zum Glück verfüge die Nachwelt über diese Sammlungen, die Albach so sorgfältig zusammengestellt habe, als Beweis für den einzigartigen Beitrag des Pianisten zum Kanon des Instruments.
Nach Ansicht von Frank Rubolino, der das Album in All About Jazz rezensierte, ist es wirklich erstaunlich, wie Tapscott diese von Komponisten dominierten Melodien in sein eigenes Vokabular und Vorstellung umformen konnte. Die tanzende Melodie von Waldrons „Fire Waltz“ würde unter Tapscotts Hand zu neuem Leben erweckt. Er hätte regelmäßig das Tempo geändert, seine persönliche Handschrift hinzugefügt und zu einem 15-minütigen Ausflug mit komplexen Improvisationen davon gehuscht, während er immer wieder Spuren der Melodie einfilterte. Westons „Little Niles“ sei ein großartiges Vehikel für Tapscott; die nordafrikanische Mystik tauche während der Präsentation immer wieder auf, aber die Melodie habe es ihm auch ermöglicht, mit seiner Improvisation expansiv zu sein. Wie in Vol. 7 sei Tapscotts Herangehensweise an Monk vollkommen originell. Sobald die Melodielinie von „Crepuscule with Nellie“ ausgespielt sei, rekonfigurierte Tapscott die Melodie mit langsamer, methodischer Präzision und einer offenen Haltung. Schließen würde er mit einem seiner schönsten Lieder; „As a Child“ sei ganz Tapscott in Inhalt, Struktur wie in seiner Entwicklung, und seine Melodie klinge ansteckend. Es verkörpere alles, was Tapscott ausmacht.